# معدن سنگ اشبه
معدن سنگ اشبه مربوط به سده‌های میانه دوران‌های تاریخی پس از اسلام است و در استهبان، بخش مرکزی، دهستتان ایج، کیلومتری ۱۲ جاده خاکی منطقه اشبه، دامنه کوه آدم واقع شده و این اثر در تاریخ ۱۵ دی ۱۳۸۷ با شمارهٔ ثبت ۲۴۲۰۱ به‌عنوان یکی از آثار ملی ایران به ثبت رسیده است.